# هورولو
هورولو (ترکی آذربایجانی: Horovlu) یک منطقهٔ مسکونی در جمهوری آرتساخ است که در استان هادروت واقع شده‌است.